# Rap braucht immer noch kein Abitur
Rap braucht immer noch kein Abitur è il secondo album da solista del rapper tedesco Bass Sultan Hengzt, pubblicato nel 2005 dall'etichetta discografica ersguterjunge.

## Tracce
1. Intro – 2:07
2. Battle dies und das (feat. King Orgasmus One) – 4:53
3. Rapstudent – 3:01
4. Du bist Freund, ich bin Feind – 3:23
5. Halt deine Fresse – 3:45
6. Riesengeil (feat. Frederik) – 3:31
7. Du tanzt Storys – 3:55
8. Homey – 3:10
9. Großstadtdschungel (feat. Bushido) – 3:55
10. Eigene Regeln (feat. Automatikk) – 4:02
11. Skit – 0:48
12. Cazino – 3:23
13. Ich liebe dich (feat. She-Raw) – 3:59
14. Abschluss – 1:02
15. Outro – 2:07